# Constantino Zaballa
Zaballa  Gutiérrez est un nom espagnol. Le premier nom de famille, en général paternel, est Zaballa ; le second, en général maternel, souvent omis, est Gutiérrez.
Constantino Zaballa Gutiérrez dit Tino Zaballa, né le 15 mai 1978 à Santander, est un coureur cycliste espagnol, professionnel de 2001 à 2011.

## Biographie
Constantino Zaballa passe professionnel en 2001. Il porte d'abord les couleurs de l'équipe Kelme-Costa Blanca (2001-2003), puis celles de l'équipe Saunier Duval-Prodir. Il remporte la Classique de Saint-Sébastien avec cette formation en 2005. En 2006, recruté par la Caisse d'Épargne, il est cité parmi les coureurs ayant été client du docteur Fuentes dans le cadre de l'affaire Puerto. Grâce à l'absence de poursuite judiciaire, il court en 2007 et remporte la Bicyclette basque.
En 2008, il rejoint le Portugal, comme d'autres coureurs cités dans l'affaire Puerto. Avec l'équipe LA-MSS, il remporte une étape du Grande Prémio Internacional Paredes Rota dos Móveis, dont il prend la deuxième place du classement final entre ses coéquipiers Pedro Cardoso, vainqueur final, et Ángel Vicioso.
Au mois de mars 2012, l'UCI confirme sa suspension pour neuf mois, pour un contrôle antidopage positif à l'éphédrine, lors de sa victoire au Tour des Asturies 2010. L'UCI annule, également, tous ses résultats, depuis cette date. Le coureur devait accomplir sa sanction du 20 septembre 2011 au 19 juin 2012, mais il a annoncé sa retraite sportive.
Il revient tout de même à la compétition en 2013 au sein de l'équipe Christina Watches-Onfone (devenue Christina Watches-Kuma en 2014) et s'adjuge quelques épreuves comme le Tour de Tipaza en Afrique.

## Palmarès
- 2000
  - Vainqueur de la Coupe d'Espagne espoirs
  - Clásica de Lasarte Oria
  - 3e étape du Tour de la Bidassoa (contre-la-montre)
- 2001
  - 1re étape du Tour du Portugal
  - 8e étape du Tour de l'Avenir
- 2003
  - 3e du Circuit de Getxo
- 2004
  - 3e étape du Tour d'Aragon
  - 19e étape du Tour d'Espagne
  - 2e du Circuit de Getxo
  - 9e de la Classique de Saint-Sébastien
- 2005
  - Classique de Saint-Sébastien
  - 3e de Paris-Nice
- 2007
  - Bicyclette basque :
    - Classement général
    - 3e étape
- 2008
  - 3e étape du Grande Prémio Internacional Paredes Rota dos Móveis
  - 2e du Grande Prémio Internacional Paredes Rota dos Móveis
  - 3e du Tour de la communauté de Madrid
- 2009
  - 2e du championnat d'Espagne sur route
- 2010
  - Tour des Asturies[2]
    - Classement général (résultat annulé pour dopage)
    - 5e étape (résultat annulé pour dopage)
- 2011
  - 5e étape du Tour des Asturies (résultat annulé pour dopage)
  - 2e du Tour des Asturies (résultat annulé pour dopage)
- 2013
  - Tour de Tipaza :
    - Classement général
    - 1re étape

  - Destination Thy
  - 2e du Tour de Chine I
  - 3e du Tour d'Algérie[n 1]
  - 3e du Tour de Blida[n 1]
  - 3e du Tour de Corée
  - 3e du Sibiu Cycling Tour

## Résultats sur les grands tours

### Tour de France
2 participations
- 2002 : 116e
- 2005 : abandon (5e étape)

### Tour d'Italie
1 participation
- 2003 : 27e

### Tour d'Espagne
3 participations
- 2003 : 30e
- 2004 : 30e, vainqueur de la 19e étape
- 2005 : 58e

## Classements mondiaux
| Année              | 2005 | 2006 | 2007 | 2008 | 2009 | 2010 | 2011 | 2012 | 2013 |
| ------------------ | ---- | ---- | ---- | ---- | ---- | ---- | ---- | ---- | ---- |
| Classement ProTour | 28e  |      | 205e |      |      |      |      |      |      |
| UCI Africa Tour    |      |      |      |      |      |      |      |      | 13e  |
| UCI Asia Tour      |      |      |      |      |      |      |      |      | 30e  |
| UCI Europe Tour    |      |      |      | 125e | 194e | 91e  | 940e |      | 159e |